# 川畑伸一郎
川畑伸一郎（1966年12月5日—）是一名日本男子棒球运动员。他在1992年巴塞罗那夏季奥林匹克运动会中，参加了男子棒球比赛并为日本队获得男子团体铜牌。